# Phaea scuticollis
Phaea scuticollis là một loài bọ cánh cứng trong họ Cerambycidae.